# Лхамажапов, Жамсо Жалсанович
Жамсо Жалсанович Лхамажапов (род. 1970, с. Цокто-Хангил, Агинский район, Агинский Бурятский автономный округ — российский борец вольного стиля. Выступал за сборные России и Кыргызстана (с 2001). Мастер спорта России международного класса.

## Биография
Выпускник БГПИ. Воспитанник тренера Б. Б. Бальжинимаева и Валерия Иванова. Один из ведущих борцов АБАО и Бурятии конца 80-х — начала 2000 гг. Выступал в категории до 63 кг. Начал заниматься вольной борьбой в 12 лет под руководством Б.Б.Бальжинимаева в родном селе Цокто-Хангил. Тренер сразу приметил молодого борца. С аттестатом он получает возможность тренироваться у Валерия Иванова который был известен по своим вомпитаникам один из них Борис Будаев чемпион мира, чемпион Азии, участник Олимпийских игр. Вот и с этого и начинается вся карьера Жамсо. До 2001 года он боролся под российским флагом, но потом ушел в сборную Кыргызстана. Он таки и не смог участвовать на олимпийских играх из-за того что федерация спортивной борьбы Кыргызстана решил по иному хотя он так тот момент являлся одним из сильнейших борцов Азии и мира.
Шестикратный чемпион турнира памяти Базара Ринчино. Двукратный чемпион Кубка России (1993, 1996 гг.), серебряный призер чемпионата России (г. Кызыл, 1997 г.), чемпион международного турнира на призы Зэвэг Ойдова (Монголия, 2000 г.), двукратный призер Кубка Независимости Узбекистана, серебряный призер международного турнира на призы Дана Колова (Болгария, 2000 г.), бронзовый призер международного турнира Яшар Догу (Турция, 2000 г.), бронзовый призер турнира в Румынии. Чемпион Кубка Наций (командный чемпионат мира) 1998 г
Спортивные достижения:
Кубок России - Золото.
Кубок России - Золото.
Кубок Нации - Золото .
Турнир Зэвэг Ойдова - Золото.
Чемпионат России - серебро.
```
Кубок независимости - серебро.
```

Кубок независимости - серебро.
Турнир Дана Колова - серебро.
Турнир Яшар Догу - бронза.
Турнир Румынии  - бронза.